# Muleshoe
Muleshoe település az Amerikai Egyesült Államok Texas államában, Bailey megyében, melynek megyeszékhelye is. Lakosainak száma 5160 fő (2020. április 1.).

## Népesség
A település népességének változása:

| 2010 | 5 158 |
| 2020 | 5 160 |